# NGC 2499
NGC 2499 est une galaxie spirale barrée relativement éloignée et située dans la constellation du Petit Chien. NGC 2499 a été découverte par l'astronome allemand Albert Marth en 1864.

## Caractéristiques
Sa vitesse par rapport au fond diffus cosmologique est de 10 016 ± 21 km/s, ce qui correspond à une distance de Hubble de 148 ± 10 Mpc (∼483 millions d'al).
NGC 2499 présente une large raie HI.